# 5411 Liia
5411 Liia este un asteroid din centura principală de asteroizi.

## Descriere
5411 Liia este un asteroid din centura principală de asteroizi. A fost descoperit pe 2 ianuarie 1973 la Observatorul de Astrofizică din Crimeea de Nikolai Cernîh. El prezintă o orbită caracterizată de o semiaxă mare de 3,07 ua, o excentricitate de 0,04 și o înclinație de 5,6° în raport cu ecliptica.